# Котьо, Станислав Иванович
Станисла́в Ива́нович Котьо́ (укр. Станіслав Іванович Котьо; 6 апреля 1994) — украинский футболист, защитник

## Биография

### Ранние годы
Воспитанник СДЮСШОР города Ужгорода. С 2010 по 2011 год провёл в чемпионате ДЮФЛ 5 матчей.

### Клубная карьера
В начале 2013 года присоединился к составу ужгородской «Говерлы». 3 апреля того же года дебютировал в юношеской (до 19 лет) команде закарпатцев в домашнем матче против криворожского «Кривбасса». За молодёжную (до 21 года) команду дебютировал 13 июля 2013 года в выездном поединке с донецким «Шахтёром». Впоследствии был капитаном молодёжного состава. 17 апреля 2016 года ведущий передачи «Про футбол» на телеканале «2+2» Игорь Цыганык обвинил Котьо, направившего в матче против «молодёжки» «Динамо» мяч в собственные ворота, в содействии для достижения «нужного результата». На это обвинение футболист заявил, что «в подобном никогда не участвовал».
14 мая 2016 дебютировал в составе «Говерлы» в Премьер-лиге в домашней игре против луцкой «Волыни», заменив на 85-й минуте Виктора Гея.

## Семья
Отец Иван Иванович Котьо также в прошлом футболист. В середине 90-х играл за «Закарпатье» (так в то время называлась «Говерла») в первой лиге чемпионата Украины.

## Статистика
| Клуб    | Лига         | Сезон   | Чемпионат | Чемпионат | Кубок | Кубок | Дубль | Дубль |
| Клуб    | Лига         | Сезон   | Игры      | Голы      | Игры  | Голы  | Игры  | Голы  |
| ------- | ------------ | ------- | --------- | --------- | ----- | ----- | ----- | ----- |
| Говерла | Премьер-лига | 2013/14 |           |           |       |       | 10    | 0     |
| Говерла | Премьер-лига | 2014/15 |           |           |       |       | 24    | 1     |
| Говерла | Премьер-лига | 2015/16 | 1         | 0         |       |       | 18    | 0     |